# Хутор 20-й
Хутор 20-й — упразднённый хутор в Кизильском районе Челябинской области. На момент упразднения входил в состав Полоцкого сельсовета. Исключён из учётных данных в 1983 году.

## География
Располагался в лесостепи, на расстоянии примерно 6 км по прямой к северо-западу от поселка Каменка.

## История
По данным на 1970 год хутор Хутор № 20 входил в состав Полоцкого сельсовета. В нём располагалась ферма 2-го отделения совхоза «Полоцкий».
Исключен из учётных данных Решением Челябинского облисполкома от 28 февраля 1983 года № 134.

## Население
| 1970 | 1977 | 1983 |
| ---- | ---- | ---- |
| 29   | ↘14  | ↘0   |